# Oudalan (province)
Pour les articles homonymes, voir Oudalan.
L’Oudalan est une des 45 provinces du Burkina Faso, située dans la région du Sahel.

## Géographie

### Situation et environnement
La province est située au nord du Burkina Faso. Elle est frontalière du Mali au nord-ouest et au nord, du Niger à l’est, de la province du Séno au sud-est et au sud, et de la province du Soum au sud-ouest et à l’ouest.

### Démographie
- En 1985, la province comptait 106 194 habitants recensés (10,55 hab/km2)[2],[3].
- En 1996, la province comptait 137 160 habitants recensés (13,62 hab/km2)[2],[4].
- En 1997, la province comptait 136 583 habitants estimés (13,57 hab/km2).
- En 2003, la province comptait 162 937 habitants estimés (16,18 hab/km2)[5].
- En 2006, la province comptait 195 964 habitants recensés (19,46 hab/km2)[6].
- En 2010, la province comptait 221 565 habitants estimés (22,00 hab/km2)[7].
- En 2019, la province comptait 158 146 habitants recensés (15,71 hab/km2)[1]

### Principales localités
Ne sont listées ici que les localités de la province ayant atteint au moins 4 000 habitants dans les derniers recensements (ou estimations de source officielles). Les données détaillées par ville, secteur ou village du dernier recensement général de 2019 ne sont pas encore publiées par l'INSD (en dehors des données préliminaires par département).
| Ville ou village | Coordonnées                 | Altitude | Population                 | Population |
| Ville ou village | Coordonnées                 | Altitude | Est. 2003[réf. nécessaire] | Rec. 2006  |
| ---------------- | --------------------------- | -------- | -------------------------- | ---------- |
| Gorom-Gorom      | 14° 26′ 40″ N, 0° 14′ 04″ O | m        | 6 571 hab.                 | 8 882 hab. |
| Déou             | 14° 36′ 04″ N, 0° 43′ 07″ O | m        | 8 024 hab.                 | 7 878 hab. |
| Markoye          | 14° 38′ 32″ N, 0° 02′ 06″ E | m        | hab.                       | 3 724 hab. |
| Korizéna         |                             | m        | hab.                       | 3 648 hab. |
| Beiga            |                             | m        | hab.                       | 3 114 hab. |

## Administration

### Chef-lieu et haut-commissariat
- Chef-lieu : Gorom-Gorom.

### Départements ou communes

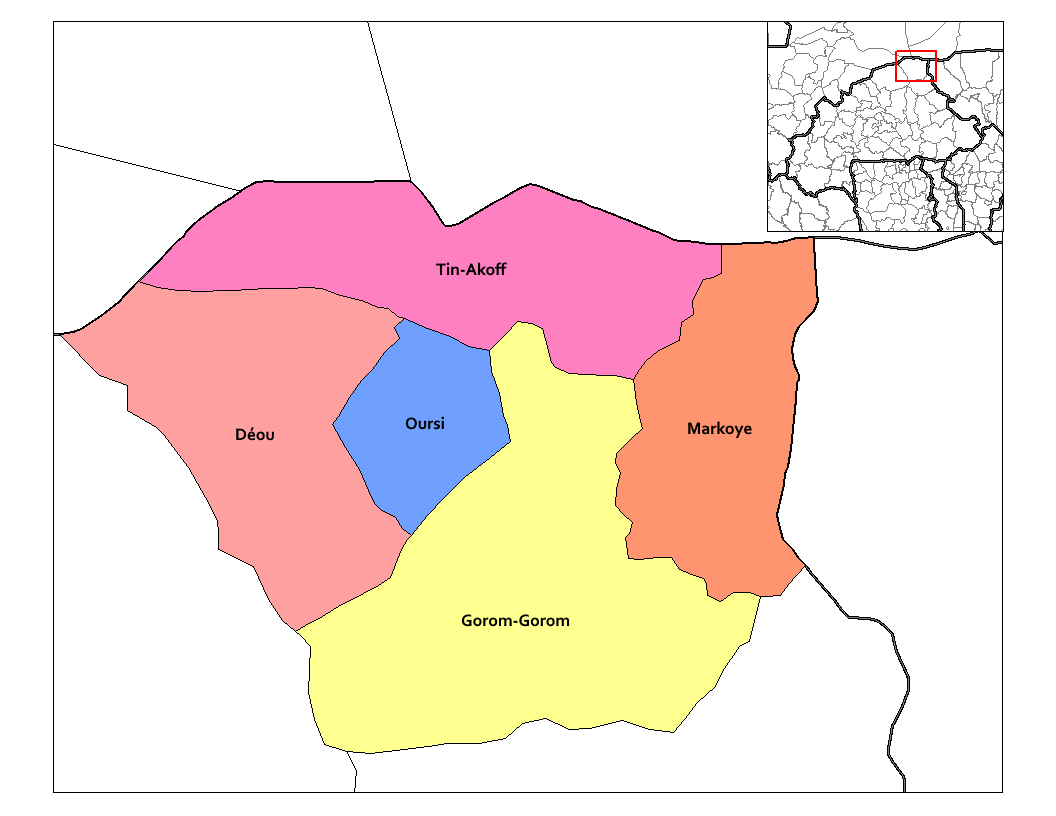
Départements de l'Oudalan, formant également le district sanitaire de Gorom-Gorom.

La province de l'Oudalan est administrativement composée de cinq départements ou communes. Quatre sont des communes rurales, Gorom-Gorom est une commune urbaine dont la ville chef-lieu, subdivisée en 5 secteurs urbains, est également chef-lieu de la province :
| Département ou commune | Type de commune            | Subdivisions,                        | Chef-lieu                           | Population | Population | Population  |
| Département ou commune | Type de commune            | Subdivisions,                        | Chef-lieu                           | Est. 2003  | Rec. 2006  | Rec. 2019   |
| --- | -------------------------- | ------------------------------------ | ----------------------------------- | ---------- | ---------- | ----------- |
| Déou | rurale                     | 14 villages                          | Déou                                | 22 978     | 25 321     | 31 431 (p.) |
| Gorom-Gorom | urbaine                    | 1 ville (5 secteurs) et 82 villages  | Gorom-Gorom (chef-lieu de province) | 83 076     | 106 346    | 72 407      |
| Markoye | rurale                     | 27 villages                          | Markoye                             | 25 986     | 27 478     | 28 476      |
| Oursi | rurale                     | 21 villages                          | Oursi                               | 14 309     | 15 806     | 16 999      |
| Tin-Akoff | rurale                     | 17 villages                          | Tin-Akoff                           | 16 588     | 21 013     | 8 833       |
| 5 départements ou communes | 5 départements ou communes | 1 ville (5 secteurs) et 161 villages | Total                               | 162 937    | 195 964    | 158 146     |
| - (p.) : département ou commune partiellement recensé en raison de difficultés sécuritaires ; population totale estimée par une analyse complémentaire. |                            |                                      |                                     |            |            |             |